# Oliveriana
Oliveriana là một chi thực vật có hoa trong họ Orchidaceae.